# Nowlanka (wieś)
Nowlanka (ros. Новлянка) – wieś (dieriewnia) w Rosji, w obwodzie włodzimierskim, w rejonie sieliwanowskim. W 2010 liczyła 895 mieszkańców.